# Solus rex
Solus rex – nieukończona rosyjskojęzyczna powieść Vladimira Nabokova pisana ok. 1939–1940 roku. Z planowanego utworu powstały jedynie dwa rozdziały – Solus rex oraz Ultima Thule, które pisarz potraktował później jako osobne formy prozatorskie i włączył do zbiorów opowiadań. Utwór uznawany jest za zapowiedź powieści Bend Sinister oraz Blady ogień.

## Okoliczności powstania
Początkowo Nabokov chciał napisać drugą część powieści Dar. W tej kontynuacji, której akcja dzieje się w 1937 roku, Zina (ukochana głównego bohatera) miałaby umrzeć w wypadku, co spowodowałoby wycofanie się bohatera do jego świata wewnętrznego. Utwór miał kończyć się sceną, w której bohater odczytuje dopisane przez siebie zakończenie do puszkinowskiego dramatu Rusałka (zakończenie to Nabokov opublikował w 1942 w czasopiśmie "Nowyj żurnał"). Ostatecznie pisarz porzucił zamiar stworzenia kontynuacji Daru, a zaplanowane motywy postanowił wykorzystać w powieści pt. Solus rex. Utworu tego jednak również nie dokończył, a stworzone do niego materiały zniszczył, z wyjątkiem dwóch rozdziałów, które opublikował jako osobne opowiadania. Rozdział Ultima Thule napisany został wiosną 1940, a ukazał się w 1942 w nowojorskim czasopiśmie "Nowyj żurnał". Natomiast w 1940 roku w piśmie "Sowriemiennyje zapiski" ukazał się fragment pt. Solus rex. Oba fragmenty pisarz włączył do swojego zbioru opowiadań pt. A Russian Beauty and Other Stories w 1973.
Niewiele wiadomo o zaplanowanej treści całego utworu. Nabokov wspomina, że miała ona dotyczyć fikcyjnego kraju, Ultima Thule, który wymyśla bohater, Sinieusow, aby oderwać myśli od rozpaczy po śmierci ukochanej. Z czasem kraj ten miał coraz bardziej pochłaniać narratora i zmieniać się w odrębną rzeczywistość. W tym alternatywnym świecie Sinieusow miał spotkać ponownie swoją ukochaną jako królową Bellindę. Jednak w fikcyjnej krainie traci ją ponownie – Bellinda ginie w zamachu bombowym na moście Engel w Ultima Thule.

## Rozdział pt.Solus rex
Nabokov twierdził, że fragment pt. Solus rex miał być drugim w kolejności rozdziałem planowanej powieści o tym samym tytule. Niektórzy badacze kwestionują jednak to twierdzenie – wskazują, że pisarz nie rozpoczynałby druku w czasopiśmie od drugiego rozdziału, w związku z czym opublikowany w 1940 w piśmie "Sowriemiennyje zapiski" fragment Solus rex miał być w założeniu rozdziałem pierwszym.
Angielskiego przekładu opowiadania dokonał syn pisarza, Dmitri Nabokov, przy pomocy ojca w 1971.
Rozdział Solus rex opowiada m.in. o młodości króla władającego Ultima Thule.